# ウェスタン・ホリデイ
『ウェスタン・ホリデイ』(Western Holiday) は、ジミー時田とマウンテン・プレイボーイズのアルバム。
カウボーイ・ソングやハンク・ウィリアムズの曲で占められている。
本作より、スティール・ギターが藤井三雄から松平直久に交代。

## 収録曲
Side 1
1. 北風 - North Wind
2. 偽りの心 - Your Cheatin' Heart
3. ライディン・ダウン・ザ・キャニオン - Ridin' Down the Canyon
4. バック・イン・ザ・サドル・アゲイン - Back in the Saddle Again
5. ブルーベリー・ヒル - Blueberry Hill

Side 2
1. 淋しき汽笛 - Lonesome Whistle
2. キャンディ・キッス - Candy Kisses
3. アパッチ - Apache
4. エニイ・タイム - Any Time
5. スー・シティ・スー - Sioux City Sue

## パーソネル
ジミー時田とマウンテン・プレイボーイズ
- ジミー時田 (ヴォーカル、ギター)
- 碇矢長一 (ベース)
- 松平直久 (スティール・ギター)
- 寺内タケシ (エレクトリック・ギター、バンジョー)
- 吉田一男 (ヴォーカル、ギター)
- 宮城久弥 (フィドル)